# Motociklistična Velika nagrada Velike Britanije
Motociklistična Velika nagrada Velike Britanije je motociklistična dirka svetovnega prvenstva od sezone 1977.

## Zmagovalci
| Sezona | Dirkališče                                          | 80 cm3                                              | 125 cm3/Moto3                                       | 250 cm3/Moto2                                       | 350 cm3                                             | 500 cm3/MotoGP                                      | Poročilo                                            |
| ------ | --------------------------------------------------- | --------------------------------------------------- | --------------------------------------------------- | --------------------------------------------------- | --------------------------------------------------- | --------------------------------------------------- | --------------------------------------------------- |
| 2022   | Silverstone                                         |                                                     | Dennis Foggia                                       | Augusto Fernández                                   |                                                     | Francesco Bagnaia                                   | Poročilo                                            |
| 2021   | Silverstone                                         |                                                     | Romano Fenati                                       | Remy Gardner                                        |                                                     | Fabio Quartararo                                    | Poročilo                                            |
| 2020   | odpoved zaradi Pandemije koronavirusne bolezni 2019 | odpoved zaradi Pandemije koronavirusne bolezni 2019 | odpoved zaradi Pandemije koronavirusne bolezni 2019 | odpoved zaradi Pandemije koronavirusne bolezni 2019 | odpoved zaradi Pandemije koronavirusne bolezni 2019 | odpoved zaradi Pandemije koronavirusne bolezni 2019 | odpoved zaradi Pandemije koronavirusne bolezni 2019 |
| 2019   | Silverstone                                         |                                                     | Marcos Ramírez                                      | Augusto Fernández                                   |                                                     | Álex Rins                                           | Poročilo                                            |
| 2018   | odpoved zaradi slabega vremena                      | odpoved zaradi slabega vremena                      | odpoved zaradi slabega vremena                      | odpoved zaradi slabega vremena                      | odpoved zaradi slabega vremena                      | odpoved zaradi slabega vremena                      | odpoved zaradi slabega vremena                      |
| 2017   | Silverstone                                         |                                                     | Arón Canet                                          | Takaaki Nakagami                                    |                                                     | Andrea Dovizioso                                    | Poročilo                                            |
| 2016   | Silverstone                                         |                                                     | Brad Binder                                         | Thomas Lüthi                                        |                                                     | Maverick Viñales                                    | Poročilo                                            |
| 2015   | Silverstone                                         |                                                     | Danny Kent                                          | Johann Zarco                                        |                                                     | Valentino Rossi                                     | Poročilo                                            |
| 2014   | Silverstone                                         |                                                     | Álex Rins                                           | Esteve Rabat                                        |                                                     | Marc Márquez                                        | Poročilo                                            |
| 2013   | Silverstone                                         |                                                     | Luis Salom                                          | Scott Redding                                       |                                                     | Jorge Lorenzo                                       | Poročilo                                            |
| 2012   | Silverstone                                         |                                                     | Maverick Viñales                                    | Pol Espargaró                                       |                                                     | Jorge Lorenzo                                       | Poročilo                                            |
| 2011   | Silverstone                                         |                                                     | Jonas Folger                                        | Stefan Bradl                                        |                                                     | Casey Stoner                                        | Poročilo                                            |
| 2010   | Silverstone                                         |                                                     | Marc Márquez                                        | Jules Cluzel                                        |                                                     | Jorge Lorenzo                                       | Poročilo                                            |
| 2009   | Donington                                           |                                                     | Julián Simón                                        | Hiroši Aojama                                       |                                                     | Andrea Dovizioso                                    | Poročilo                                            |
| 2008   | Donington                                           |                                                     | Scott Redding                                       | Mika Kallio                                         |                                                     | Casey Stoner                                        | Poročilo                                            |
| 2007   | Donington                                           |                                                     | Mattia Pasini                                       | Andrea Dovizioso                                    |                                                     | Casey Stoner                                        | Poročilo                                            |
| 2006   | Donington                                           |                                                     | Alvaro Bautista                                     | Jorge Lorenzo                                       |                                                     | Daniel Pedrosa                                      | Poročilo                                            |
| 2005   | Donington                                           |                                                     | Julian Simon                                        | Randy de Puniet                                     |                                                     | Valentino Rossi                                     | Poročilo                                            |
| 2004   | Donington                                           |                                                     | Andrea Dovizioso                                    | Daniel Pedrosa                                      |                                                     | Valentino Rossi                                     | Poročilo                                            |
| 2003   | Donington                                           |                                                     | Hector Barbera                                      | Fonsi Nieto                                         |                                                     | Max Biaggi                                          | Poročilo                                            |
| 2002   | Donington                                           |                                                     | Arnaud Vincent                                      | Marco Melandri                                      |                                                     | Valentino Rossi                                     | Poročilo                                            |
| 2001   | Donington                                           |                                                     | Youichi Ui                                          | Daijiro Kato                                        |                                                     | Valentino Rossi                                     | Poročilo                                            |
| 2000   | Donington                                           |                                                     | Youichi Ui                                          | Ralf Waldmann                                       |                                                     | Valentino Rossi                                     | Poročilo                                            |
| 1999   | Donington                                           |                                                     | Masao Azuma                                         | Valentino Rossi                                     |                                                     | Alex Criville                                       | Poročilo                                            |
| 1998   | Donington                                           |                                                     | Kazuto Sakata                                       | Loris Capirossi                                     |                                                     | Simon Crafar                                        | Poročilo                                            |
| 1997   | Donington                                           |                                                     | Valentino Rossi                                     | Ralf Waldmann                                       |                                                     | Michael Doohan                                      | Poročilo                                            |
| 1996   | Donington                                           |                                                     | Stefano Perugini                                    | Max Biaggi                                          |                                                     | Michael Doohan                                      | Poročilo                                            |
| 1995   | Donington                                           |                                                     | Kazuto Sakata                                       | Max Biaggi                                          |                                                     | Michael Doohan                                      | Poročilo                                            |
| 1994   | Donington                                           |                                                     | Takeshi Tsujimura                                   | Loris Capirossi                                     |                                                     | Kevin Schwantz                                      | Poročilo                                            |
| 1993   | Donington                                           |                                                     | Dirk Raudies                                        | Jean-Philippe Ruggia                                |                                                     | Luca Cadalora                                       | Poročilo                                            |
| 1992   | Donington                                           |                                                     | Fausto Gresini                                      | Pierfrancesco Chili                                 |                                                     | Wayne Gardner                                       | Poročilo                                            |
| 1991   | Donington                                           |                                                     | Loris Capirossi                                     | Luca Cadalora                                       |                                                     | Kevin Schwantz                                      | Poročilo                                            |
| 1990   | Donington                                           |                                                     | Loris Capirossi                                     | Luca Cadalora                                       |                                                     | Kevin Schwantz                                      | Poročilo                                            |
| 1989   | Donington                                           |                                                     | Hans Spaan                                          | Sito Pons                                           |                                                     | Kevin Schwantz                                      | Poročilo                                            |
| 1988   | Donington                                           |                                                     | Ezio Gianola                                        | Luca Cadalora                                       |                                                     | Wayne Rainey                                        | Poročilo                                            |
| 1987   | Donington                                           | Jorge Martinez                                      | Fausto Gresini                                      | Anton Mang                                          |                                                     | Eddie Lawson                                        | Poročilo                                            |
| 1986   | Silverstone                                         | Ian McConnachie                                     | August Auinger                                      | Dominique Sarron                                    |                                                     | Wayne Gardner                                       | Poročilo                                            |
| 1985   | Silverstone                                         |                                                     | August Auinger                                      | Anton Mang                                          |                                                     | Freddie Spencer                                     | Poročilo                                            |
| 1984   | Silverstone                                         |                                                     | Angel Nieto                                         | Christian Sarron                                    |                                                     | Randy Mamola                                        | Poročilo                                            |
| 1983   | Silverstone                                         |                                                     | Angel Nieto                                         | Jacques Bolle                                       |                                                     | Kenny Roberts                                       | Poročilo                                            |
| 1982   | Silverstone                                         |                                                     | Angel Nieto                                         | Martin Wimmer                                       | Jean-François Baldé                                 | Franco Uncini                                       | Poročilo                                            |
| 1981   | Silverstone                                         |                                                     | Angel Nieto                                         | Anton Mang                                          | Anton Mang                                          | Jack Middleburg                                     | Poročilo                                            |
| 1980   | Silverstone                                         |                                                     | Loris Reggiani                                      | Kork Ballington                                     | Anton Mang                                          | Randy Mamola                                        | Poročilo                                            |
| 1979   | Silverstone                                         |                                                     | Angel Nieto                                         | Kork Ballington                                     | Kork Ballington                                     | Kenny Roberts                                       | Poročilo                                            |
| 1978   | Silverstone                                         |                                                     | Angel Nieto                                         | Anton Mang                                          | Kork Ballington                                     | Kenny Roberts                                       | Poročilo                                            |
| 1977   | Silverstone                                         |                                                     | Pierluigi Conforti                                  | Kork Ballington                                     | Kork Ballington                                     | Pat Hennen                                          | Poročilo                                            |